# Jackie McLean
Pour les articles homonymes, voir MacLean.
John Lenwood "Jackie" McLean, né le 17 mai 1931 dans le quartier d'Harlem à New York et mort le 31 mars 2006 à Hartford, est un saxophoniste alto de jazz et professeur américain.

## Biographie
Jackie McLean est né dans une famille de musiciens. Son père était guitariste dans l'orchestre de Tiny Bradshaw. Après le décès de son père en 1939, McLean continue son éducation musicale auprès de son parrain et de son beau-père qui possédait un magasin de disques. Il découvre aussi le jazz et le saxophone lors de virées familiales à l'Apollo Theater et apprend également avec le saxophoniste Sonny Rollins et le pianiste Bud Powell, qui lui fournit ses premiers engagements dans sa formation. Powell lui présente Miles Davis avec qui il enregistre l'album Dig en 1951, à l'âge de 19 ans.
Jackie McLean joue aussi avec Thelonious Monk, Charles Mingus et rejoint les Jazz Messengers du batteur Art Blakey. Il réalise alors ses premiers enregistrements en tant que leader pour le label Prestige.
En 1959, il enregistre un premier album Jackie's bag pour le prestigieux label Blue Note (quatre autres suivront cette même année). Son accoutumance à l'héroïne lui ferme alors la porte de nombreux clubs de jazz. McLean fut sous contrat avec Blue Note Records de 1959 à 1967 après avoir enregistré pour Prestige. Blue Note offrait alors de meilleures conditions financières et une meilleure assistance artistique (notamment du fait de la présence de l'ingénieur du son Rudy Van Gelder). Son œuvre pour Blue Note est de très bonne facture.
De 1962 à sa mort, il a incorporé dans le hard bop les innovations du jazz modal et du free jazz. Il fut directeur musical du Jackie McLean Institute of Jazz de la Hartt School of Music de l'Université de Hartford dans le Connecticut, où depuis 1968 il enseignait le jazz et l'histoire de la musique afro-américaine.
En 1964 il fit plusieurs mois de prison pour des raisons liées à la drogue.
Dans les années 1970, McLean et sa femme Dollie (en) ont fondé l'Artists' Collective, Inc. (en) de Hartford, une association dont l'objectif est de préserver l'art et la culture de la diaspora africaine.
McLean a reçu un American Jazz Masters fellowship du National Endowment for the Arts en 2001.
En 2006, il meurt à son domicile à Hartford des suites d'une longue maladie.

## Partenaires
Comme leader, McLean a enregistré avec de nombreux musiciens de renom parmi lesquels on peut citer Donald Byrd, Sonny Clark, Ornette Coleman, Dexter Gordon, Billy Higgins, Freddie Hubbard, Grachan Moncur III et Mal Waldron. McLean a aussi aidé de nombreux musiciens à exprimer leurs talents : le saxophoniste Tina Brooks, le pianiste Larry Willis, le trompettiste Bill Hardman et le tubiste Ray Draper (en) font partie de ceux qui ont bénéficié de son soutien dans les années 1950 et 1960. Des batteurs comme Tony Williams, Jack DeJohnette, Lenny White, Michael Carvin (en) et Carl Allen ont bénéficié de l'expérience de McLean au début de leur carrière. Plus tard McLean a formé des ensembles avec ses étudiants à Hartford, dont avec le tromboniste Steve Davis (en) et son fils René (en), saxophoniste et flûtiste.

## Principaux enregistrements

### Albums solos
- The new tradition (1955)
- 1956 4,5 And 6[1]
- 1956 Lights Out[2]
- 1958 McLean's Scene[3]
- Swing, Swang, Swingin' (1959)
- New Soil (1959)
- Capuchin Swing (1959)
- The connection (1960)
- 1960 Makin' The Changes[4]
- Bluesnik (1961)
- Jackie's Bag (1961)
- A fickle sonance (1961)
- Inta Somethin' (1961) with Kenny Dorham .
- Tippin' the scales' (1962)
- Let Freedom Ring (1962)
- Hipnosis (1962)
- One Step Beyond (1963)
- Destination… Out! (1963)
- Vertigo (1963)
- It's time (1964)
- Action (1964)
- Consequence (1965)
- Jacknife (sic) (1965)
- Right Now!(1965)
- Dr Jackle (1966)
- Hipnosis (1962/7)
- New and old gospel (1967)
- 'bout soul (1967)
- Demon's Dance (1967)
- Ode to Super (1973)
- a ghetto lullaby (1973)
- Antiquity (1974)
- Left alone (1976)
- Contour (1980)
- 1985 : It's About Time (en), avec McCoy Tyner (Blue Note)
- Dynasty (1990)
- Rhythm of the earth (1992) with Roy Hargrove
- Nature Boy (2000)

### Avec Miles Davis
- Dig, (1951)
- Miles Davis Volume One, (1955)

## Acteur
1961 : The Connection de Shirley Clarke : Joueur de saxo

## Sources
- Belhomme, Guillaume, Jackie McLean, Lenka lente, 2014.
- A. B. Spellman, Four Jazz Lives. University of Michigan Press
- Discographie complète
- All Music Guide
- MusicWeb
- NEA Jazz Masters
- Histoire officielle de l'Artists' Collective Inc.
- Histoire de l' Artists' Collective Inc.